# バレン

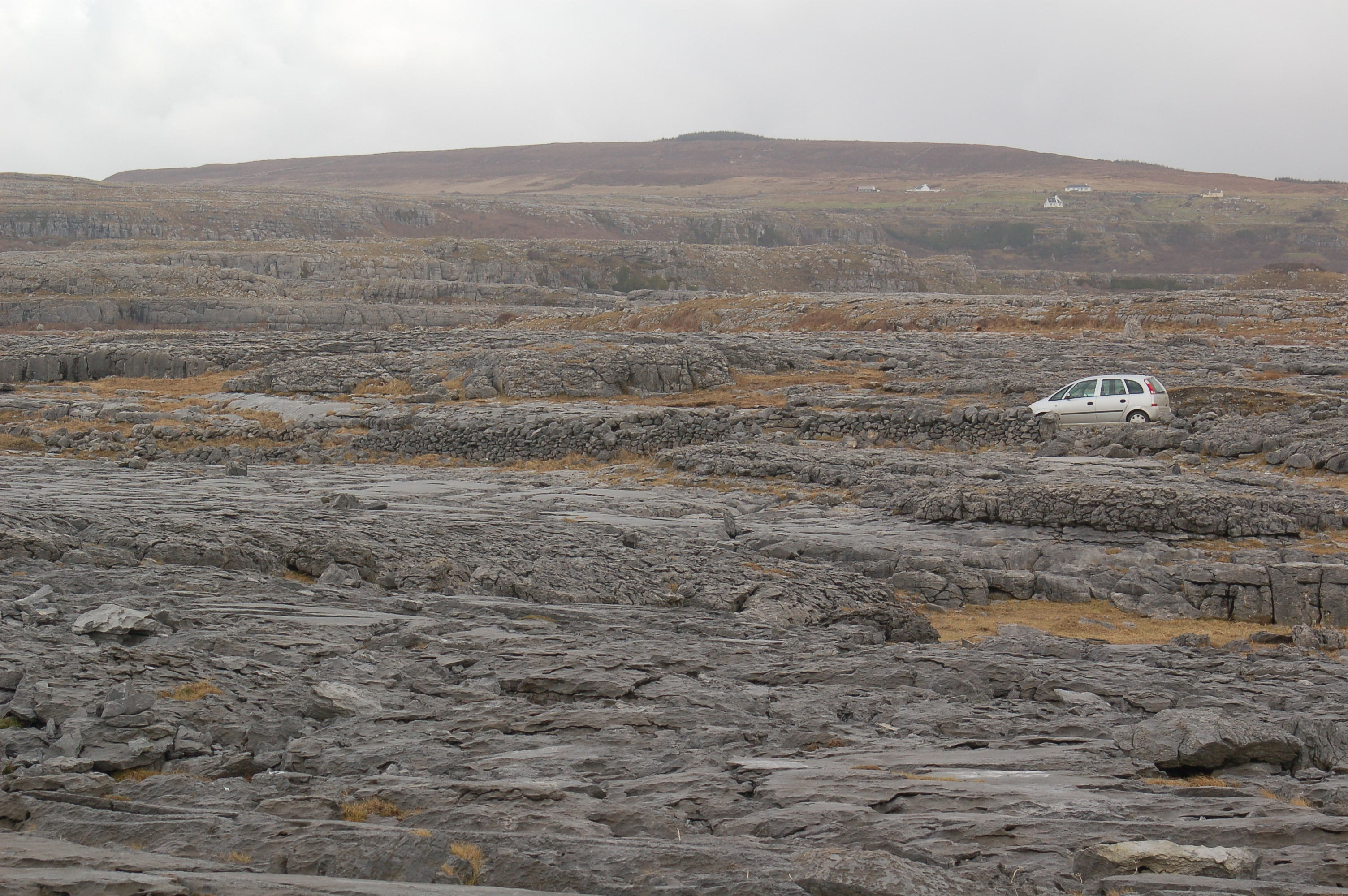
バレンの風景

バレン（英: The Burren、愛: Boirinn）は、アイルランド共和国クレア県北西部のカルスト地形である。アイルランド語のBoirinnは「大きな岩」の意味がある。この領域は約250平方kmの面積があり、ほぼ円形をした中には、バリーヴォーハン、キンバーラ、タバー(Tubber)、コロフィン、キルフェノーラ、リスドゥーンバーナなどの村が存在する。バレンの西端と北端は、それぞれ大西洋とゴールウェイ湾に面している。厳密には、バレンの領域にある町は、リスドゥーンバーナ、バリーヴォーハン、ファノーレ(Fanore)、クラガー(Craggagh)、ニュー・キー(New Quay)/ブリン(Burrin)、ベルハーバー(Bealaclugga、Bellharbour)、キャロン(Carron)である。

## 歴史
バレンには歴史的、考古学的な遺跡がたくさん存在する。キルフェノーラの村、90以上の巨石記念物やドルメン、ケルト人のハイクロス、複数の環状砦が存在するエリアである。それら環状砦の中で、三重の環状砦であるカヘルコモーン(Cahercommaun)は内陸の崖のふちにあり、例外的によく保存されているカヘルコモーンの石の砦である。コーコムロー修道院の地域は科学的調査が行なわれている箇所の一つである。
バレンは東コーコムロー(Corco Modhruadh Oirthearach）と呼ばれる地域にあり、「モドラードの子孫もしくは人々もしくは領地」の意味のある、「コルコ・モドラード」の部族(túath of Corco Modhruadh)もしくは領土で示される地域の北東部である。バレンの存在するキルフェノーラの教区は、コルコ・モドラードの領地と同一であった。その結果、バレンはしばしば、「コルコ・モドラードのバレン」と呼ばれた。バレンはオ・ロカライン族により統治され、彼らは1600年代中旬の大激動の頃まで、バレンの王を名乗っていた。今日、オ・ロカライン族の最後の長の子孫がバリーボーガン(Baile Uí Bheacháin)に住んでいる。

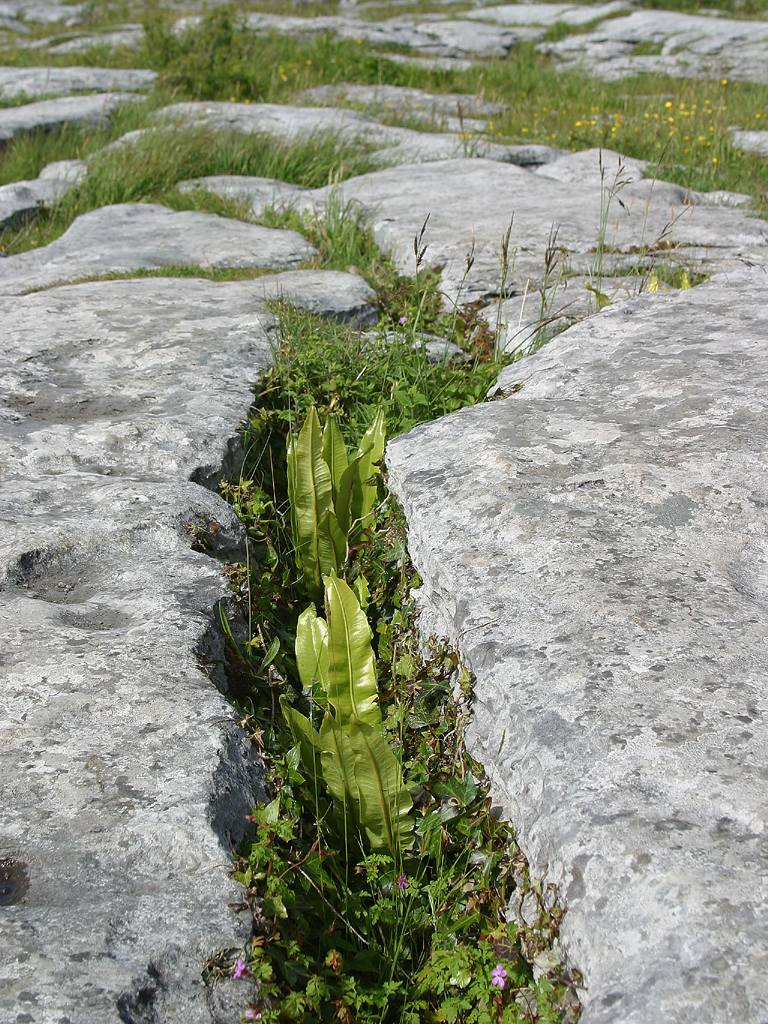
石灰岩の板に沿った岩々と隙間

## 地形と風景
1651年から1652年の反ゲリラ作戦の間、エドモンド・ルドロウは次の様に述べている。
「この地は、人が溺れるために十分な水がないし、人を吊るのに適した木もないし、彼を埋葬するための地面もない・・・。でも、牛は肥える。なぜなら、草が生えるための地面―2,3フィート角の地面は、岩々の間にあり、その石灰岩は草木の栄養となる。」
岩がごろごろあるバレンの丘は、十字のヒビのある石灰岩の板が敷きつめられている。このような岩をグライクス(grikes)といい、孤立した岩をクリンツ(clints)と言う。この領域は、北極圏の植物や地中海の植物や高山植物が、通常の環境と異なるため、左右に生えている。高山植物のゲンチアナ・ベルナ(Spring Gentian)の青い花が観光局によるその地域のシンボルとして使用されている。バレンのたくさんの石灰岩の崖、特にファノーレ近くのアイラディ(Ailladie)における海沿いの崖はロッククライマーに有名である。
洞窟探検には、この地域にたくさんの確認された洞窟が存在する。ドゥーリンは洞窟探検をする場合の「ベースキャンプ」として有名であり、アイルランド洞窟救助組織(Irish Cave Rescue Organisation)の2つの主要な洞窟救助隊の基地の1つの本部である。
バレンの洞窟に関する信頼のある案内はビストロ・スペアオロジカル・ソサイエティ大学((University of Bristol Spelæological Society)により発行されている。
このエリアは伝統的アイルランド音楽の長い歴史で知られている。クリス・ドロネィの様な「ウェスト・クレア・スタイル」と呼ばれるコンチェルティーナの演奏者とドゥーリンにおけるミュージックフェスティバルは世界中の音楽家の関心を引いている。
近辺のモハーの断崖と共にユネスコ世界ジオパークに指定される。

## ギャラリー

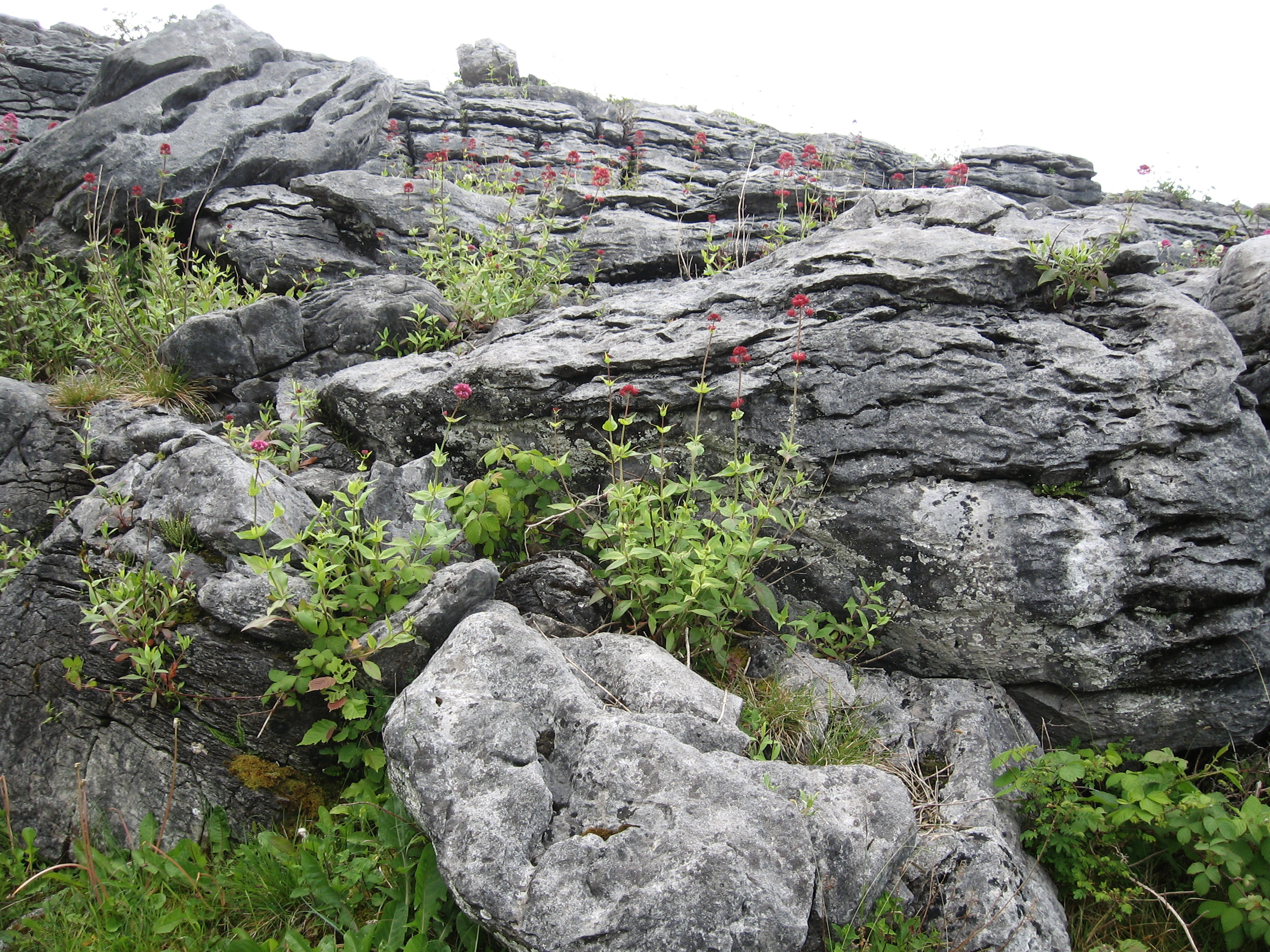
岩の隙間に育つ花々
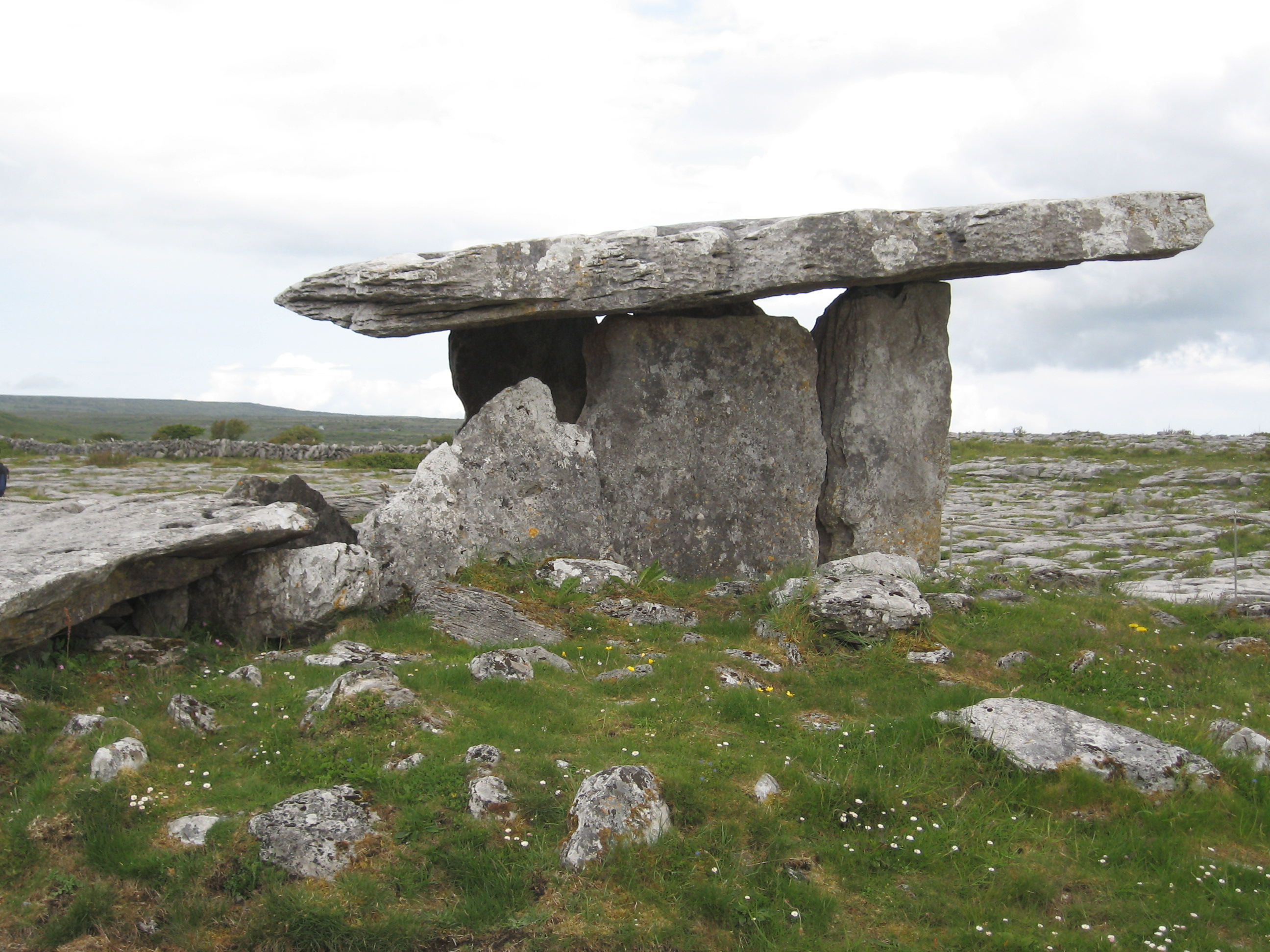
Poulnabroneのドルメン
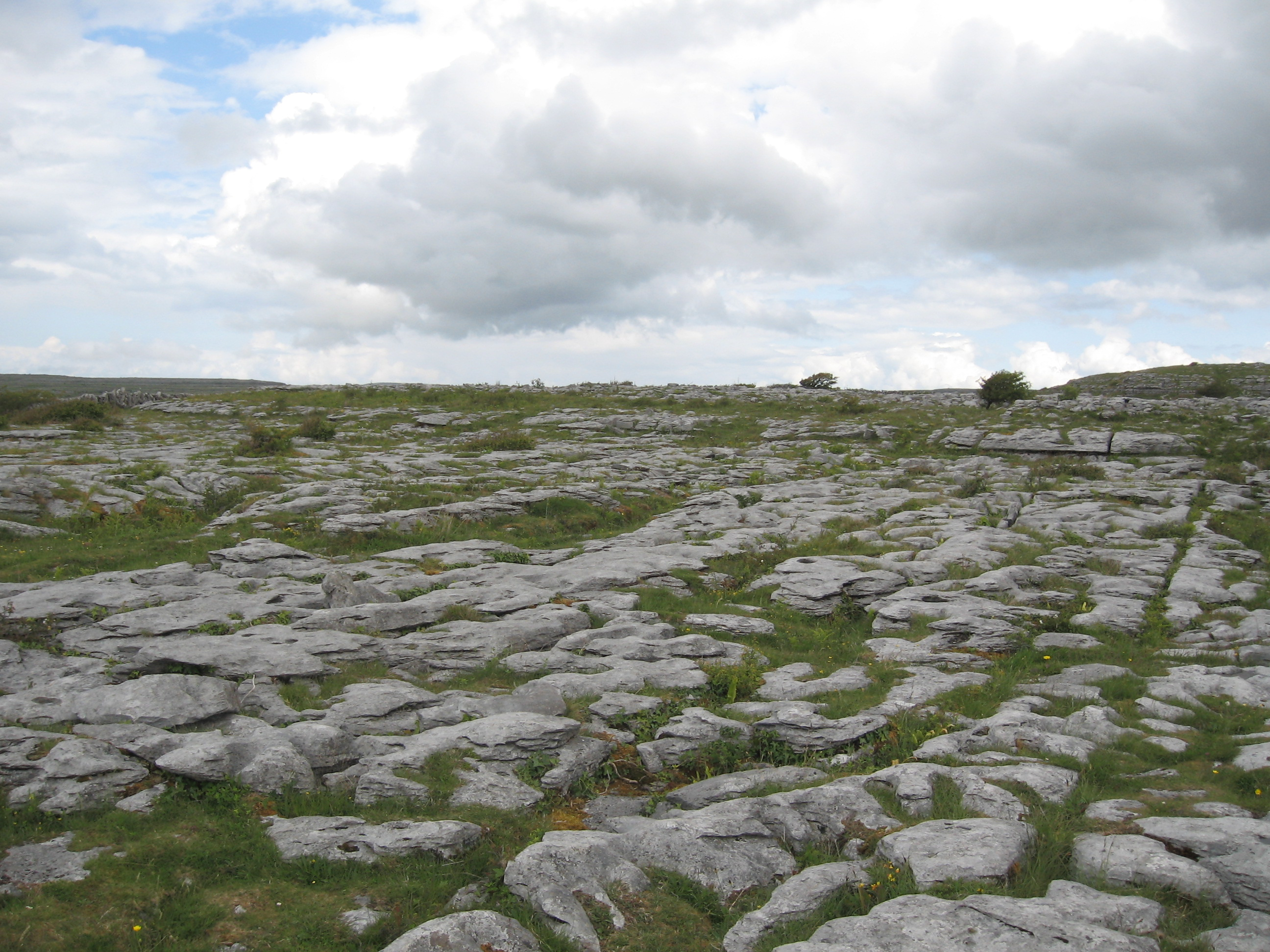
バレンの地形
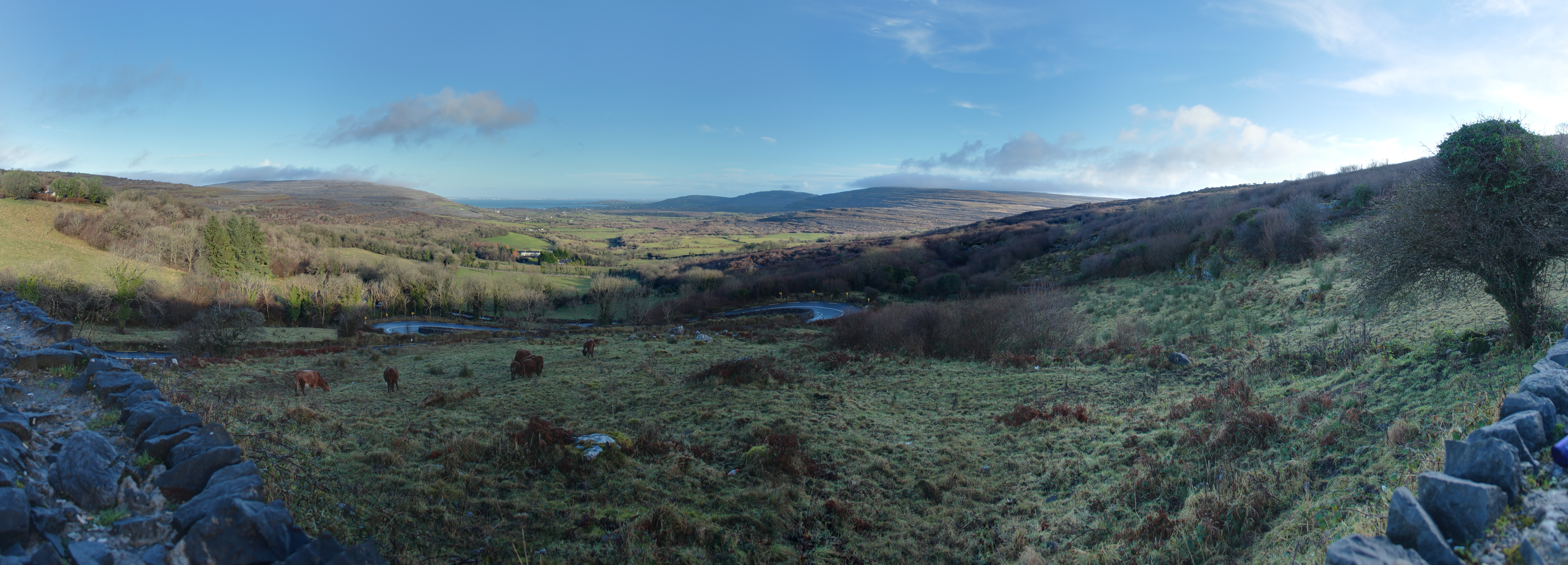

## 読書案内
- Anon. The Burren a Guide. Shannonside Mid Western Regional Tourism Organization Ltd., 62, O'Connell St., Limerick.
- E. C. Nelson. ‘Checklist of Plants of The Burren Region’.
- D.A. Webb & M.J.P. Scannell. ‘Flora of Connemara and The Burren’.
- T. J. Westropp. ‘Archaeology of The Burren’.
- D’Arcy & Hayward. ‘The Natural History of The Burren’.
- E.C. Nelson & W. Walsh. ‘The Burren Wildflowers’, Conservancy of The Burren, An Bothan, Ballyvaughan, Co. Clare.